# Municipio de Spring Valley (condado de McCook)
El municipio de Spring Valley (en inglés: Spring Valley Township) es un municipio ubicado en el condado de McCook en el estado estadounidense de Dakota del Sur. En el año 2010 tenía una población de 311 habitantes y una densidad poblacional de 3,35 personas por km².

## Geografía
El municipio de Spring Valley se encuentra ubicado en las coordenadas 43°32′35″N 97°11′20″O / 43.54306, -97.18889. Según la Oficina del Censo de los Estados Unidos, el municipio tiene una superficie total de 92.71 km², de la cual 92,71 km² corresponden a tierra firme y (0 %) 0 km² es agua.

## Demografía
Según el censo de 2010, había 311 personas residiendo en el municipio de Spring Valley. La densidad de población era de 3,35 hab./km². De los 311 habitantes, el municipio de Spring Valley estaba compuesto por el 99,04 % blancos, el 0,32 % eran afroamericanos y el 0,64 % eran de una mezcla de razas. Del total de la población el 0,64 % eran hispanos o latinos de cualquier raza.